# Prêmio Arthur Friedenreich
O Prêmio Arthur Friedenreich foi uma premiação anual de futebol criada pela Rede Globo, destinada ao maior artilheiro da temporada que atua no Brasil. Apenas competições oficiais faziam parte da contagem para a concessão do prêmio, sendo elas: primeira divisão de todos os campeonatos estaduais do país, as quatro divisões do Campeonato Brasileiro, a Copa do Brasil, a Copa do Nordeste, a Copa Verde, a Taça Libertadores da América, a Copa Sul-Americana, a Recopa Sul-Americana, a Copa Suruga Bank e o Mundial de Clubes da FIFA. É equivalente a Chuteira de Ouro, fornecida pela revista esportiva Placar, embora os critérios de classificação sejam diferentes.
O nome do prêmio é uma homenagem ao futebolista Arthur Friedenreich, considerado um dos principais jogadores da época amadora do esporte no país. Considerando dados extra-oficiais, Friedenreich teria feito 1 329 gols em sua carreira, superando a Pelé como o maior artilheiro de todos os tempos. A Federação Internacional de Futebol (FIFA) reconhece, mas não valida esta contagem como oficial, pois afirma que reconhece apenas competições internacionais.
O prêmio Arthur Friedenreich começou a ser distribuído em 2008, e teve como primeiro vencedor o atacante Keirrison, que marcou 41 gols defendendo o Coritiba. Neymar é o único atleta a conquistar o prêmio em duas ocasiões diferentes, ambas defendendo as cores do Santos: em 2010, ele dividiu a conquista com Jonas - na época jogador do Grêmio, ao marcarem 42 gols; enquanto em 2012 conquistou o prêmio sozinho ao fazer 43 gols na temporada.

## Vencedores

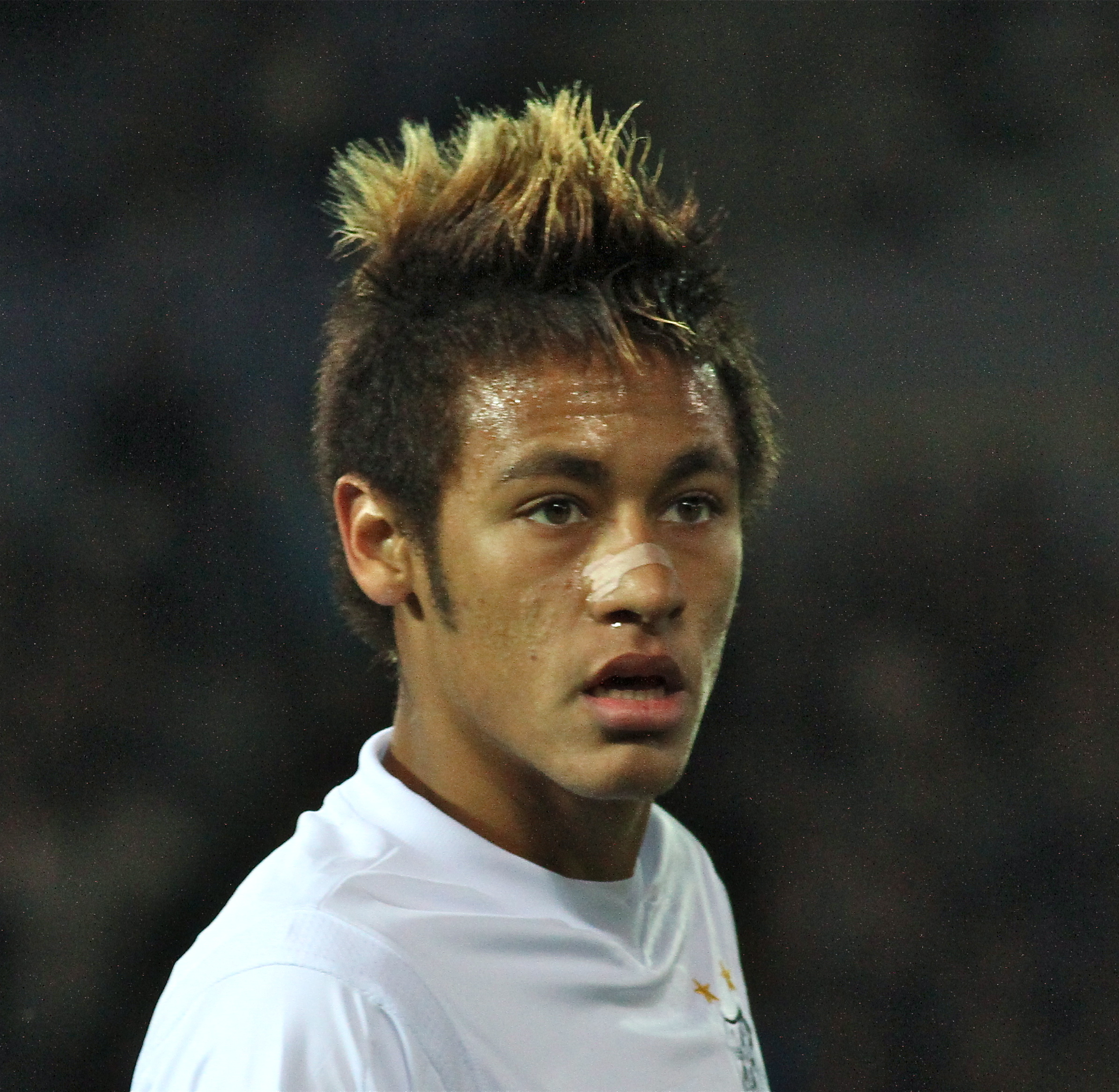
Neymar, único bicampeão do troféu, vencedor do prêmio em 2010 e 2012.

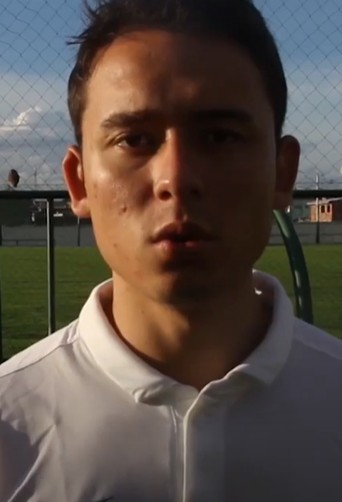
Keirrison, vencedor da edição inaugural em 2008.

| Temporada     | Jogador          | Clube            | Gols | Ref.          |
| ------------- | ---------------- | ---------------- | ---- | ------------- |
| 2008 Detalhes | Keirrison        | Coritiba         | 41   | [ 10 ]        |
| 2009 Detalhes | Diego Tardelli   | Atlético Mineiro | 39   | [ 11 ]        |
| 2010 Detalhes | Jonas            | Grêmio           | 42   | [ 8 ]         |
| 2010 Detalhes | Neymar           | Santos           | 42   | [ 8 ]         |
| 2011 Detalhes | Leandro Damião   | Internacional    | 38   | [ 12 ]        |
| 2012 Detalhes | Neymar           | Santos           | 43   | [ 9 ]         |
| 2013 Detalhes | Hernane          | Flamengo         | 36   | [ 13 ] [ 14 ] |
| 2014 Detalhes | Magno Alves      | Ceará            | 37   | [ 15 ]        |
| 2015 Detalhes | Ricardo Oliveira | Santos           | 37   | [ 16 ]        |
| 2016 Detalhes | Robinho          | Atlético Mineiro | 25   | [ 2 ]         |
| 2017 Detalhes | Henrique Dourado | Fluminense       | 32   | [ 17 ]        |
| 2018 Detalhes | Gustavo          | Fortaleza        | 30   | [ 18 ]        |

## Estatísticas
| Conquistas | Atleta           |
| ---------- | ---------------- |
| 2          | Neymar           |
| 1          | Keirrison        |
| 1          | Diego Tardelli   |
| 1          | Jonas            |
| 1          | Leandro Damião   |
| 1          | Hernane          |
| 1          | Magno Alves      |
| 1          | Ricardo Oliveira |
| 1          | Robinho          |
| 1          | Henrique Dourado |
| 1          | Gustavo          |

| Conquistas | Clube            |
| ---------- | ---------------- |
| 3          | Santos           |
| 2          | Atlético Mineiro |
| 1          | Coritiba         |
| 1          | Internacional    |
| 1          | Ceará            |
| 1          | Fluminense       |
| 1          | Fortaleza        |